# Elezioni legislative in Francia del giugno 1946
Le elezioni legislative in Francia del giugno 1946 per eleggere i 586 deputati dell'Assemblea costituente si sono tenute il 2 giugno. Furono le prime elezioni tenutesi alla vigilia della Quarta Repubblica francese (1946–1958).
A causa della transitorietà delle precedenti elezioni costituenti, viste più come un referendum tra il continuare la Terza Repubblica o crearne una nuova, quelle del giugno 1946 furono determinanti nella creazione della nuova Costituzione, nonché nel porre fine alla fase di concordia tra i tre maggiori partiti ("tripartismo"), ovvero il cattolico MRP, il comunista PCF e la socialista SFIO, soprattutto per i timori da parte dell'elettorato moderato e delle Forze alleate, come in altre parti d'Europa, di un'eccessiva prominenza dei comunisti ed un'eventuale svolta filo-sovietica del nuovo stato. Le elezioni infatti premiarono il MRP, divenuto il primo partito benché poco distante la PCF, in funzione anticomunista e atlantista, nonché l'avanzata della destra liberale incarnata dal PRL, residuo dei vetero-repubblicani del periodo ante-bellico, in alleanza con gli "indipendenti" e gli autonomisti algerini.

## Risultati
|             | Totale     | Percentuale (%) | Percentuale (%)  |
| ----------- | ---------- | --------------- | ---------------- |
| Elettori    | 24.696.949 |                 |                  |
| Votanti     | 20.215.200 | 81,8            | (su n. elettori) |
| Voti validi | 19.805.330 | 80,2            | (su n. votanti)  |
| Astenuti    | 4.481.749  | 18,1            | (su n. iscritti) |

| Partito                                | Partito | Voti       | %    | Seggi |
| -------------------------------------- | ------- | ---------- | ---- | ----- |
|                                        | MRP     | 5.586.213  | 28,2 | 166   |
|                                        | PCF     | 5.145.325  | 25,9 | 153   |
|                                        | SFIO    | 4.187.747  | 21,1 | 128   |
|                                        | PRL     | 2.538.167  | 12,8 | 78    |
|                                        | RGR     | 2.299.963  | 11,6 | 52    |
|                                        | Altri   | 44.915     | 0,1  | 9     |
| Totale                                 | Totale  | 19.805.330 | 100  | 586   |
| Dati: Élections législatives juin 1946 |         |            |      |       |